# カール・マルクス・ホーフ

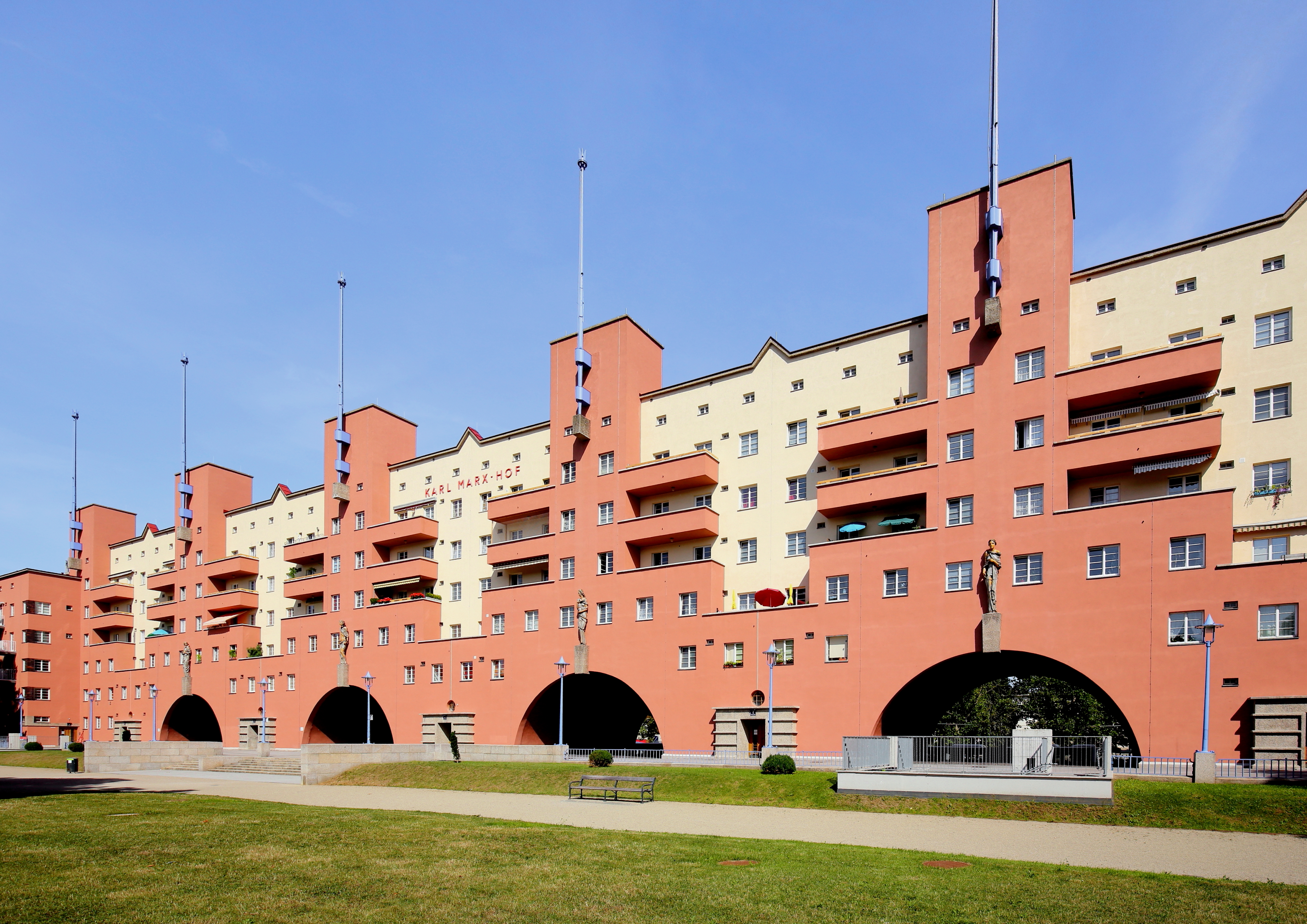
カール・マルクス・ホーフ

カール・マルクス・ホーフ（Karl-Marx-Hof）はウィーン19区にある集合住宅。カール・エーンの設計により1926-30年に建設され、表現主義的な造形で知られる。名称は思想家カール・マルクスに因む。

## 概要

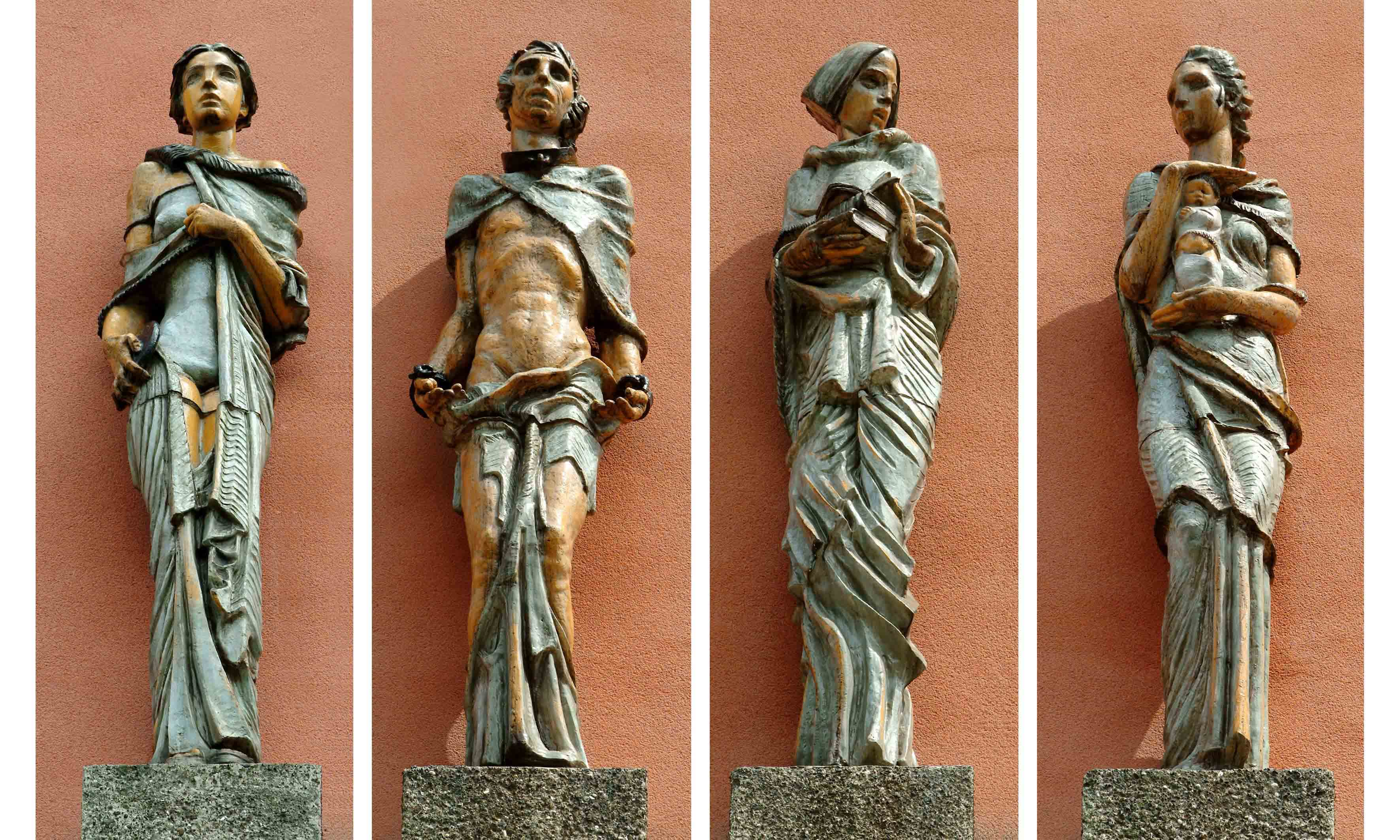
衛生・解放・教育・福祉の彫刻

第一次世界大戦の敗戦、ハプスブルク帝国の崩壊を経たウィーンでは、社会民主党が政権を握った（赤いウィーン）。旧帝国官吏の流入や戦後の結婚ブームにより世帯数が増加し、住宅難が深刻となったため、失業対策も兼ねて大量の市営住宅建設が計画された。1923年に15棟の集合住宅が完成し、以後、1924年から34年（社会民主党政権崩壊）までに384棟、61,175戸の集合住宅が建設された。
その中で最も有名なカール・マルクス・ホーフは、ベートーヴェンの家やホイリゲ（ワイン酒場）で知られるハイリゲンシュタットの駅前にある。ドナウ運河近くの鉄道に沿った複数の街区にまたがり、全長1.2 kmに及ぶ巨大な建造物である。「赤いウィーン」の記念碑的作品と言われ、戸数は1382、中庭を囲む形式の集合住宅である。
駅に面した中央部分のファサードは4つのアーチとその上に立つ塔が特徴的で、表現主義的と評される。アーチをくぐった先は公園になっている。公園側のアーチ頂部には4つの彫刻が置かれており、それぞれ衛生・解放・教育・福祉を表している。各住戸は平均50 m2ほどで狭いが、敷地内に共同の浴場、洗濯場、保育園、スポーツ場などがある。
設計者のカール・エーン（Karl Ehn）はウィーン市役所の建築家でオットー・ワーグナーの教え子である。中庭形式のプランは多くの市営住宅で採用され、ワーグナーによるウィーン22区のための都市計画案（1911年）の影響が見られる。
1934年、社会民主党政権が崩壊し、内乱状態（2月内乱）になると、武装した労働者が籠城したが、オーストリア軍によって鎮圧された。その後、ハイリゲンシュタッター・ホーフと改名されたが、現在は元の名称に戻っている。

## エピソード
- 映画『愛の嵐』の舞台になった。